# Spanish International 1979
Die Spanish International 1979 im Badminton fanden in Vigo statt. Es war die sechste Auflage des Turniers, damals noch als Tournament City of Vigo betitelt.

## Titelträger
| Disziplin    | Sieger                         |
| ------------ | ------------------------------ |
| Herreneinzel | Pedro V. Blach                 |
| Dameneinzel  | Concepción Janeiro             |
| Herrendoppel | Enrique Ruiz Pedro V. Blach    |
| Damendoppel  | Susana Gonçalves Manuela Silva |
| Mixed        | Henrique Neto Manuela Silva    |